# Bicho-papão

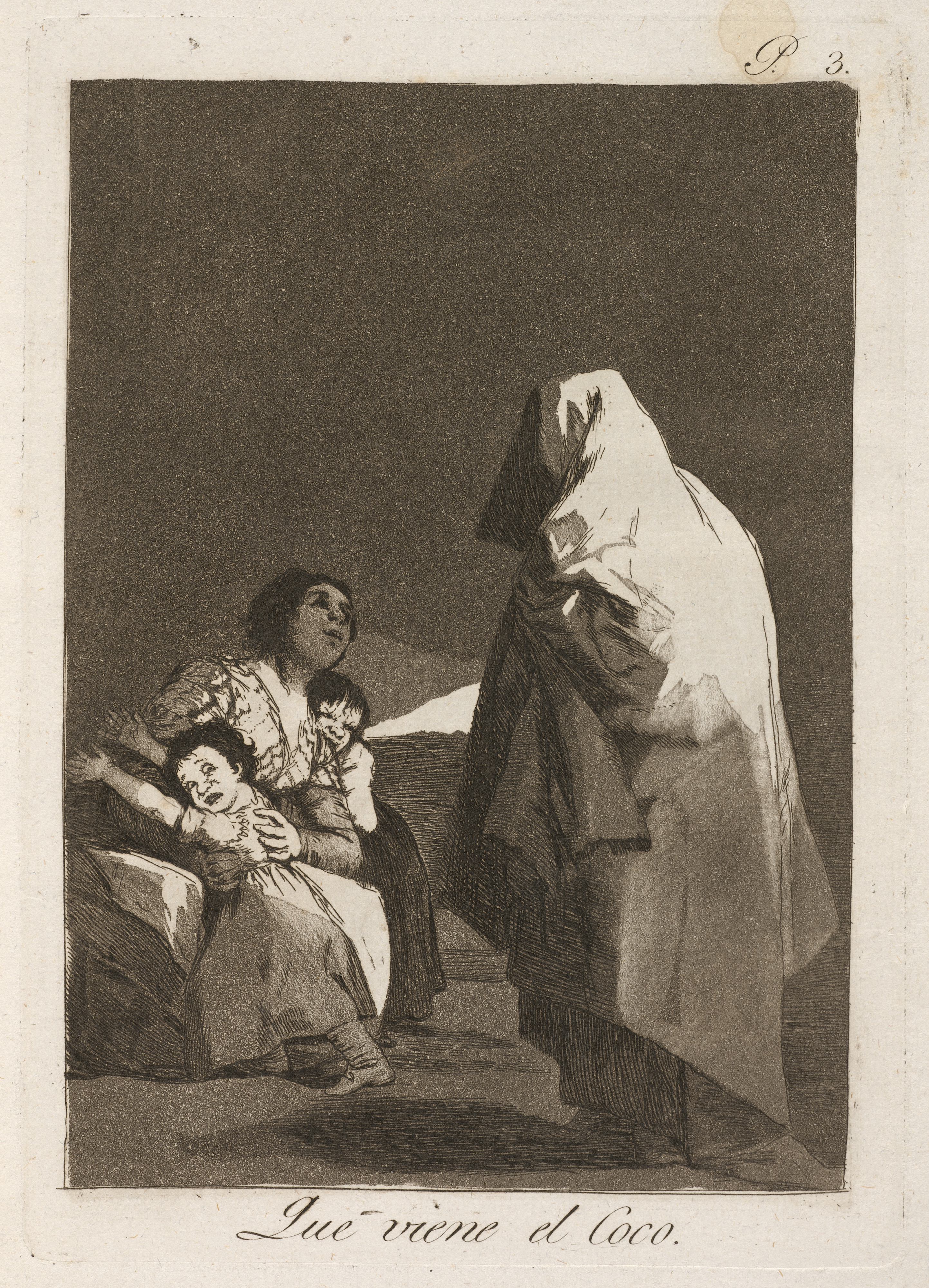
Que viene el Coco ("Que venha o bicho-papão/O bicho-papão está vindo") de Francisco de Goya, c. 1797.

O bicho-papão, bitu, papa-gente, papão, bebe papão, papa-figo, tutu, manjaléu, Coca ou mumuca é um ser imaginário das mitologias infantis portuguesa e brasileira, estando também presente no resto da Península Ibérica, como na Galiza, na Catalunha e nas Astúrias. O bicho-papão é a personificação do medo. É um ser mutante que pode assumir qualquer forma; é um ser ou animal frequentemente de aspecto monstruoso comedor de crianças, um papa-meninos. Está sempre à espreita e é atraído por crianças desobedientes.
O bicho-papão, tal como outros seres míticos como o homem do saco, sarronco ou a coca, é usado pelos pais para assustar e impedir que as crianças desobedeçam. Todas as suas representações estão associadas ao mal que pode ocorrer às crianças caso se afastem ou contrariem os pais; a expressão "porta-te bem senão vem o bicho-papão" induzia, assim, o respeito das crianças às ordens dos pais. Na Galiza, é um ser gigantesco, mas pode também ser um trasgo ou duende. Mas, qualquer que seja a sua representação, o seu nome, que deriva do termo de conotação infantil "papar", revela a sua principal função: devorar crianças.
C. Cabral refere que, na Espanha, o papão tem um tamanho gigantesco, boca enorme, olhos de fogo e estômago de forno ardente. Em Portugal, o papão é tema de uma antiga cantiga de embalar:
"Vai-te papão, vai-te embora
de cima desse telhado,
deixa dormir o menino
um soninho descansado."
No Brasil, há a seguinte variação dessa canção:
"Bicho papão,
sai de cima do telhado
deixe esse menino
dormir sossegado."

## Etimologia
O nome "Papão" vem da expressão "papar", que tem o sentido de "comer", "devorar", pelo fato da principal característica atribuída ao monstro em geral ser a de comer criancinhas. O mesmo sentido tem a expressão "manjar", que deve ter originado o nome "manjaléu", provavelmente a partir de uma alteração de "manja-léguas", que possui a ideia de "veloz", "rápido".  "Tutu" é procedente do quimbundo kitu'tu. "Boitatá" é oriundo do tupi mba'ê, coisa + ta'ta, fogo, com influência de mbói, cobra. "Mumuca" possui provável origem indígena. Já "coco" e "cuca" são expressões populares usada para denominar várias bestas lendárias nas culturas latino-americana e ibérica.